# Proctàlgia
La proctàlgia o dolor anorectal és el símptoma de dolor a la zona de l'anus (dolor anal) i recte (dolor rectal). S'han documentat una sèrie de causes diferents.

## Diagnòstic diferencial

### Fissures anals
Una de les causes més freqüents de dolor rectal és una fissura anal. Implica un estrip al canal anal probablement a causa d'un trauma de la defecació i normalment es tracten eficaçment amb banys de seient, suavitzants de femta i analgèsics.

### Síndrome de l'elevador de l'anus i proctàlgia fugaç
Dues causes més freqüents de dolor anorectal funcional són la síndrome de l'elevador de l'anus i la proctàlgia fugaç. Es creu que aquestes dues condicions són causades per espasmes musculars del múscul elevador de l'anus o del múscul de l'esfínter anal, i poden solapar-se simptomàticament amb una tercera afecció menys freqüent anomenada coccigodínia que sol ser el resultat d'un trauma anterior de l'os còccix.

### Abscés anorectal
Un abscés anorectal és una infecció que forma una bossa de pus dins dels teixits al voltant de l'anus. Es tracta quirúrgicament mitjançant incisió i drenatge.

### Infeccions
Es poden produir infeccions bacterianes, víriques i protozous a la zona que envolta el recte. Aquestes poden ser el resultat d'una malaltia de transmissió sexual.

### Altres
Hemorroides o cos estrany a recte.